# Kina ved vinter-OL 2022
Kina deltog i vinter-OL 2022 i Beijing, Kina i perioden 4. – 20. februar 2022.

## Medaljer
| 2022 Beijing | Guld | Sølv | Bronze | Total |
| Kina         | 9    | 4    | 2      | 15    |

### Medaljevindere
| Kina under vinter-OL 2022 i Beijing | Kina under vinter-OL 2022 i Beijing | Kina under vinter-OL 2022 i Beijing | Kina under vinter-OL 2022 i Beijing | Kina under vinter-OL 2022 i Beijing |
| Medalje                             | Navn                                | Sport                               | Event                               | Dato                                |
| ----------------------------------- | ----------------------------------- | ----------------------------------- | ----------------------------------- | ----------------------------------- |
| Guld                                | -                                   | -                                   | -                                   | -                                   |
| Sølv                                | -                                   | -                                   | -                                   | -                                   |
| Bronze                              | -                                   | -                                   | -                                   | -                                   |